# Elite Model Look
Pour les articles homonymes, voir EML et Elite.
Elite Model Look, aussi appelé EML est un concours organisé chaque année par l'agence de mannequins Elite Model Management, depuis 1983, date de sa création par John Casablancas. Il est considéré comme le tremplin le plus prestigieux pour commencer une carrière dans le mannequinat et intégrer une agence,. Des milliers de jeunes femmes âgées de 14 à 22 ans s'y présentent tous les ans, dont plusieurs centaines lors de la sélection française. Après plusieurs sélections au cœur du pays, une finale nationale est organisée, et un jury élit la gagnante nationale. Grâce à ce titre, elle devient finaliste au concours international. La nouveauté, inaugurée lors de  l'édition 2014 est l'ouverture aux garçons. Victoria Da Silva est présidente du concours depuis plus de trois décennies, chargée d'organiser quarante à cinquante épreuves par an.

## Historique

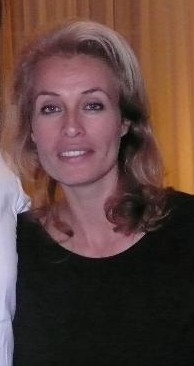
Frederique van der Wal, Elite Model Look 1985

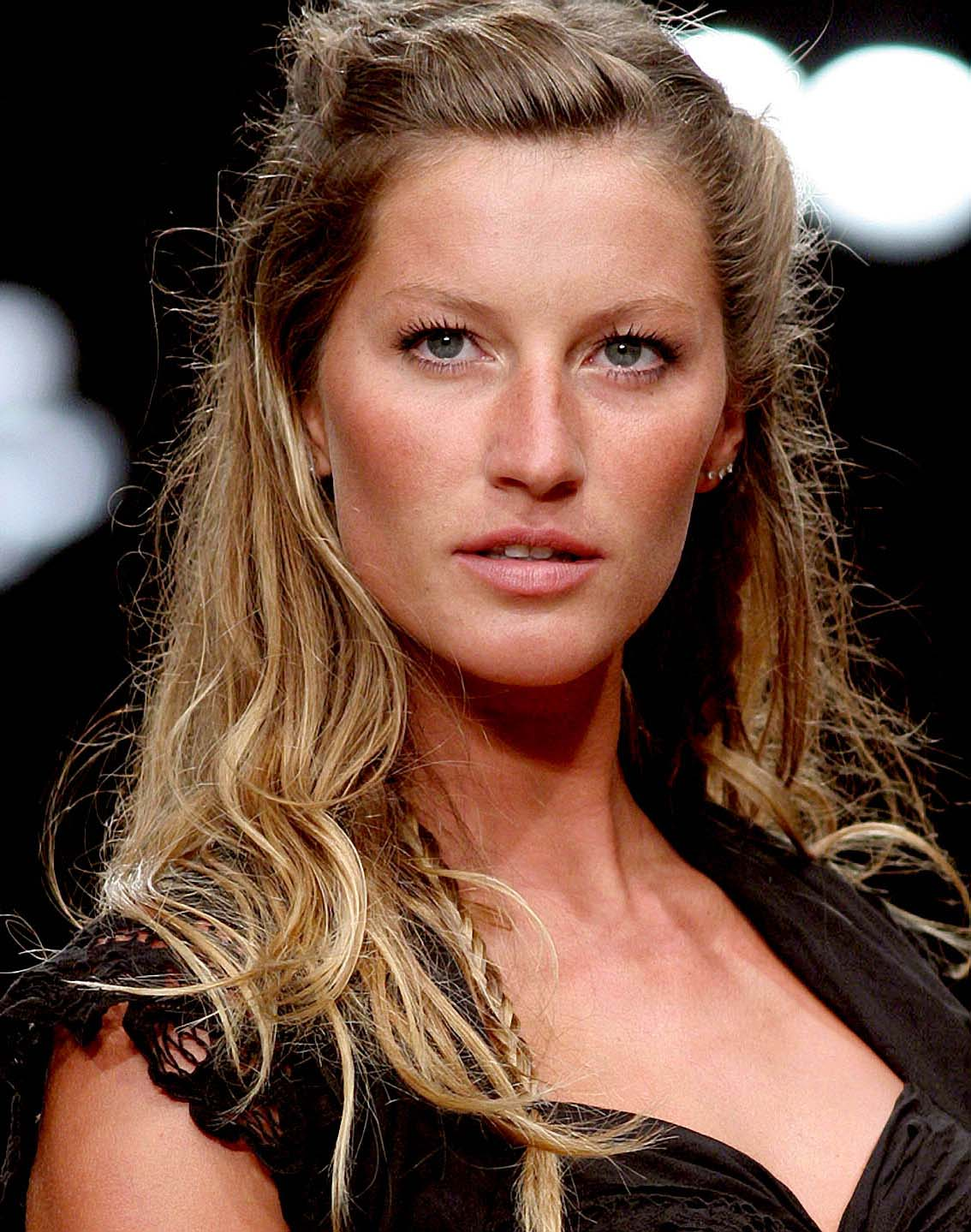
Gisele Bündchen, Elite Model Look 1994 Candidate

La première édition se tient à Acapulco, dans le pays qu'affectionne John Casablancas, en présence de Cindy Crawford, Tatjana Patitz ou Stephanie Seymour, toutes trois futures supermodels. Quelques années après, le concours se développe réellement par l'impulsion de Gérald Marie, alors directeur d'Elite Europe. Le Model Look voit sortir de ses rangs nombre de mannequins devenus célèbres par la suite, telles Rosemary Vandenbroucke, Karen Mulder ou Gisele Bündchen.

## Participantes remarquables
Elite Model Look a révélé au grand public de nombreuses mannequins sans qu'elles n'aient toutefois gagné le concours international, dont :
- Cindy Crawford[10]
- Stephanie Seymour[10]
- Karen Mulder[24]
- Catherine McCord
- Natasha Henstridge
- Diane Kruger[10]
- Jill McCormick[25]
- Eugenia Silva
- Gisele Bündchen[10]
- Kristanna Loken
- Eihi Shiina
- Laura Tanguy
- Michelle Alves[26]
- Petra Němcová[10]
- Ana Beatriz Barros[26]
- Isabeli Fontana[27]
- Lara Stone[4]
- Constance Jablonski[10]
- Camille Cerf[28]
- Sigrid Agren[29]
- Fei Fei Sun[1]
- Ming Xi[1]
- Joséphine Le Tutour[30]
- Pauline Hoarau[31]
- Manuela Frey (de)
- Estelle Chen
- Hana Jirickova
- Vittoria Ceretti[32]
- Yasmin Wijnaldum

## Catégorie Créateurs digitaux
- 2019 : Laetitia Ky (Côte d'Ivoire)[37]
- 2020 : Mika Reins (21 ans, de Manille, Philippines), Jack Jerry (23 ans, de Los Angeles, États-Unis)[23]

### Presse
- Thiébault Dromard, « Elite s'est refait une beauté à l'échelon mondial », Challenges, no 387,‎ 30 avril 2014, p. 42 à 43 (ISSN 0751-4417)